# 160-mm-Granatwerfer M1943

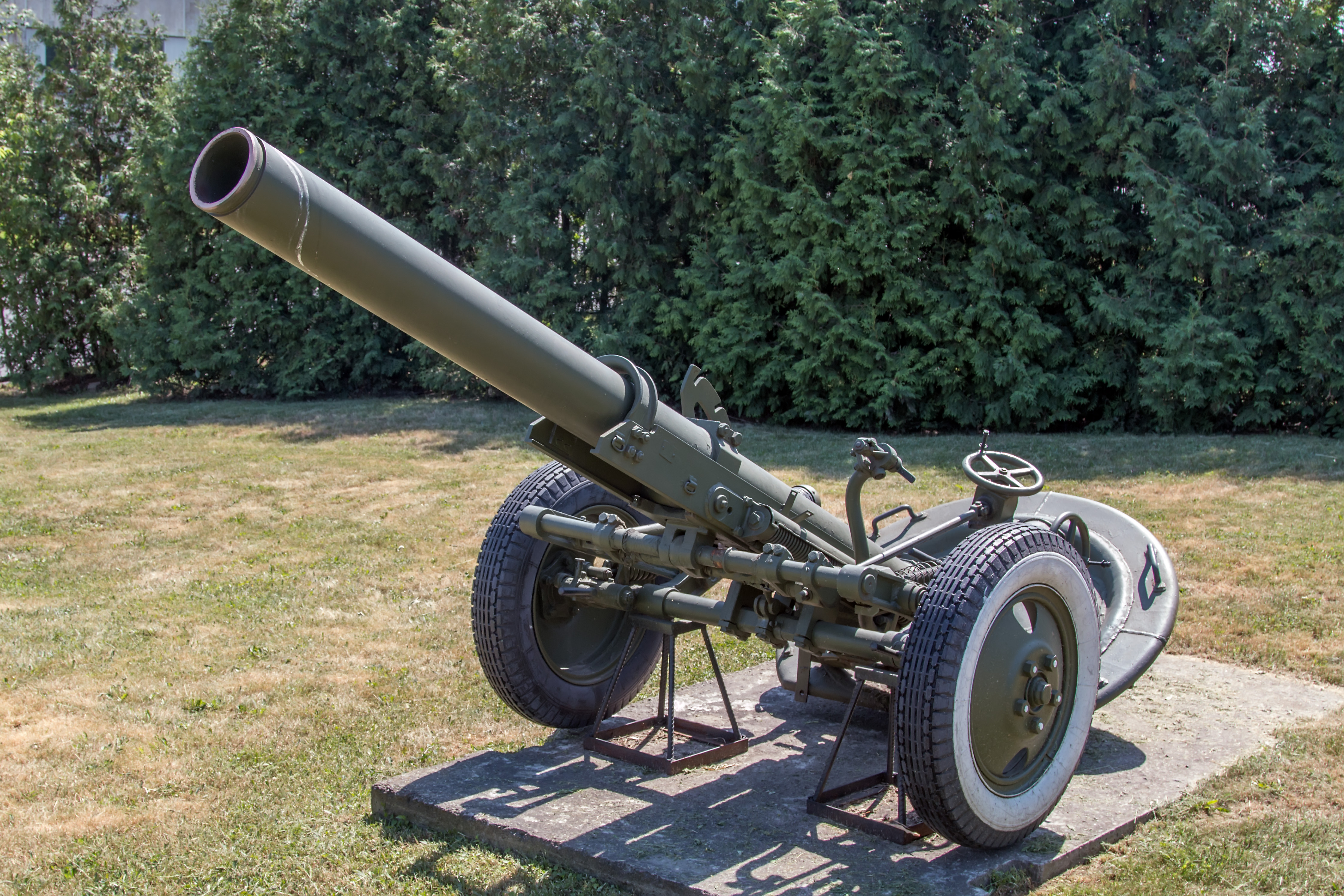
M1943 im Zentralmuseum des Großen Vaterländischen Krieges

Der 160-mm-Granatwerfer M1943 (russisch 160-мм миномёт, 160-mm Minomjot; auch bekannt unter der Bezeichnung MT-13) war ein schwerer sowjetischer Mörser aus der Zeit des Zweiten Weltkriegs mit einem Kaliber von 160 mm. Seine Bezeichnung im GAU-Index lautete 52-M-852. MT steht für Minomjot Transportiruemy, was etwa mit „Transportabler Minenwerfer“ übersetzt werden kann.

## Entwicklung
Ursprünglich war der MT-13 als größere Version des 120-mm-Granatwerfers M1938 geplant. 1939 begann jedoch im Auftrag der Hauptverwaltung für Raketen und Artillerie die Entwicklung eines eigenständigen 160-mm-Granatwerfers unter der Leitung des Ingenieurs Georgi Schirenin. Diese wurde durch den Beginn der Operation Barbarossa und dem damit einhergehenden Bedarf an neuen Waffensystemen erheblich beschleunigt. Das Hauptaugenmerk während der Entwicklung musste nun auf die Kosteneffizienz und die schnelle Verfügbarkeit gelegt werden. Das Ergebnis war der MT-13, der im Laufe des Jahres 1944 seinen Weg auf das Schlachtfeld fand.

## Beschreibung
Das Kaliber der meisten Granatwerfer liegt zwischen 37 und 120 mm, weshalb sich der M-1943 durch das besonders große Kaliber seiner Munition auszeichnet. Diese Munition mit ihrem erheblichen Gewicht von etwa 40 kg stellte ein Problem dar, da Granatwerfer gewöhnlich über die Mündung geladen werden. Die sowjetischen Ingenieure entwickelten daher ein Hinterlader-Verfahren, bei dem das Projektil über die hintere Öffnung in die Kammer verbracht wurde und nicht auf eine Höhe von bis zu drei Metern gehoben werden musste.
Der MT-13 war mit einer speziellen verstärkten Bodenplatte (eine modifizierte Platte eines 120-mm-Granatwerfers) und mit einem schwingenden Rohr ausgestattet. Auf Grund des hohen Gewichts konnte der Granatwerfer nicht von Soldaten bewegt werden, sondern musste hinter einem leichten LKW hergezogen werden. Dazu wurden an den Seiten stabile Räder fest montiert.

### Technische Daten
| Parameter                                        | MT-13                                                            | M-160                                                            |
| ------------------------------------------------ | ---------------------------------------------------------------- | ---------------------------------------------------------------- |
| Munition                                         | 53-F-852                                                         | 53-F-853A; 53-F-853S                                             |
| Gewicht der Munition in kg                       | 40,865                                                           | 41,14                                                            |
| Sprengstoffsgewicht in kg                        |                                                                  | 9 für 53-F-853S / 7,723 für 53-F-853A                            |
| Reichweite, maximal–minimal in m                 | 5150 – 630                                                       | 8040 – 750                                                       |
| Maximale/Minimale Mündungsgeschwindigkeit in m/s | 245/140                                                          | 343/157                                                          |
| Höhenrichtbereich                                | 45° bis +80°                                                     | 50° bis +80°                                                     |
| Seitenrichtbereich                               | ±12° beim Höhenrichtbereich 45°; ±50° beim Höhenrichtbereich 80° | ±12° beim Höhenrichtbereich 50°; ±50° beim Höhenrichtbereich 80° |
| Kadenz in s/m                                    | 3                                                                | 3                                                                |
| Gewicht in Feuerstellung / in Marschlage in kg   | 1170 / 1270                                                      | 1300 / 1470                                                      |

## Einsatzgeschichte

### Sowjetunion

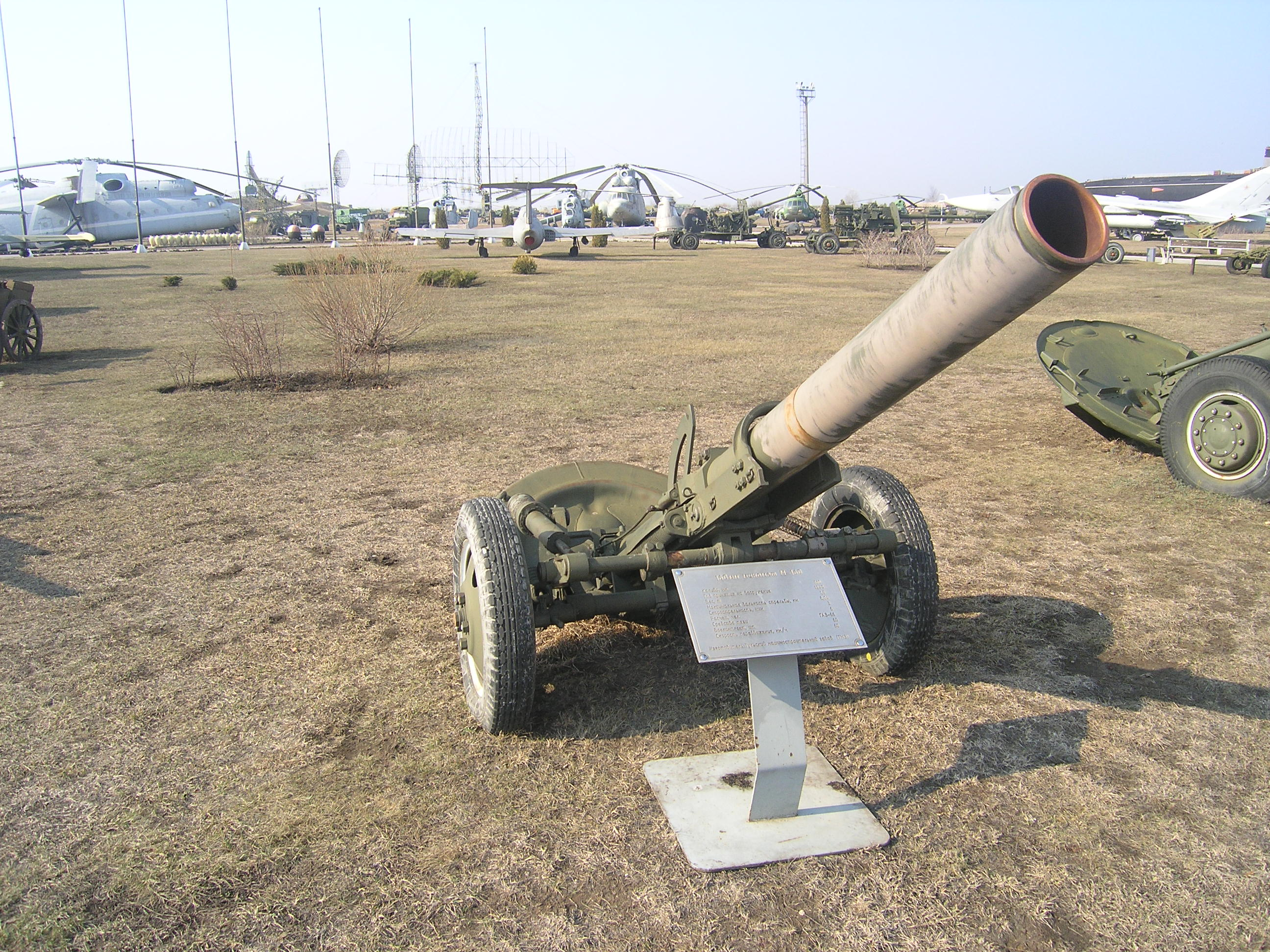
Variante M-160

In der zweiten Hälfte des Jahres 1943 begann an der Ostfront die allgemeine Offensive der Roten Armee, daher benötigten die sowjetischen Truppen unter anderem einen schweren Granatwerfer, um diesen gegen Truppenkonzentrationen und eingegrabene Stellungen einzusetzen. Nach Abschluss eingehender Prüfungen erfolgte am 17. Januar 1944 die offizielle Indienststellung des MT-13 unter der Bezeichnung 160-mm Minomjot obrasza 1943 goda, die ersten Exemplare wurden ab März 1944 ausgeliefert.
Mit dem MT-13 wurden schwere Minenwerferbrigaden ausgestattet, die zu den Artilleriedivisionen der Sonderbrigade der Reserve des Oberkommandos (RWGK) gehörten. Eine Brigade bestand aus drei Batterien mit jeweils zwölf MT-13. Das Hauptaufgabengebiet dieses Granatwerfers (wie auch der 203-mm-Haubitze M1931 (B-4)  und des 280-mm-Mörsers Br-5) lag in der Bekämpfung von Batterien, befestigten Stellungen, Bunkern und Gebäuden im Belagerungskampf. Das Geräusch einer fallenden 160-mm-Granate wurde von Soldaten der Wehrmacht regelmäßig als Luftangriff fehlinterpretiert. Der M1943 erwies sich als äußerst effektive Waffe, die unter anderem auch in der Schlacht um Berlin gegen Ende des Krieges Verwendung fand. Der MT-13 war der schwerste Granatwerfer des Zweiten Weltkriegs und behielt diese Stellung bis 1950, als der 240-mm-Granatwerfer M240 in Dienst gestellt wurde.
Von Januar 1944 bis August 1947 wurden in der Sowjetunion insgesamt 1557 MT-13 gebaut.
Im Sommer 1945 wurde die neue Variante MT-13D (D steht für Dalnobojny, Langstrecke) fertiggestellt. Diese besaß ein deutlich längeres Rohr und eine auf bis zu 7400 Meter vergrößerte Reichweite. Gleichzeitig begann die Entwicklung einer weiteren Variante des MT-13, die als M-160 bezeichnet wurde. Diese erhielt die GAU-Index-Bezeichnung 52-M-853 und wurde 1949 in Dienst gestellt. Bis 1957 wurden 2353 Stück der Variante M-160 gebaut.

### Andere Staaten
Nach dem Ende des Zweiten Weltkriegs wurde der MT-13 an verschiedene Verbündete der Sowjetunion verkauft. Folgende Staaten verwendeten den MT-13 in ihren Streitkräften:
- Bulgarien
- Tschechoslowakei
- Polen
- Rumänien
- Syrien